# Montpellier Business School
Montpellier Business School, före detta MBS, är en världsledande fransk och paneuropeisk handelshögskola (Grande École). Montpellier Business School verkar i Montpellier.
Montpellier Business School som förkortas som MBS, grundades år 1897 som Groupe Sup de Co Montpellier och hänvisas därför som den första handelshögskolan i världen. MBS bedriver utbildningar från kandidatnivå till doktorsnivå, med ett huvudfokus på masterutbildningar inom management och finans.
År 2019 låg MBS på sextio nionde plats bland Financial Times rankinglista på europeiska handelshögskolor.
MBS är ackrediterat av handelskammaren i Paris och är en av de 76 handelshögskolorna i världen som har fått trippelackrediteringen av AACSB, EQUIS och AMBA. Bland skolans alumner finns framstående företagsledare och politiker, som till exempel Eric Besson (tidigare fransk minister).

## Historia
ESC Montpellier grundades 1897 av Handelskammaren i Montpellier (CCI Montpellier). År 1915 blev MBS den första handelshögskolan som tar emot unga kvinnor i sina klasser. Skolan blir medlem i Conférence des Grandes écoles 1993. Executive MBA-programmet lanseras 1994. Lärlingsutbildningen för studenter på masterprogrammet inleds 1997.
År 2000 skapas en kandidatexamen i företagsekonomi. MBS Foundation for Equal Opportunities, under ledning av Fondation de France, inrättades 2007.
Montpellier Business School blir det första lärosätet som ackrediteras med Diversity Label som tilldelades av AFNOR 2009. År 2010 erhåller skolan EFMD – EPAS-ackreditering av magisterexamen. År 2011 får skolan AACSB-ackrediteringen. och lanserar BADGE® Executive Education-programmen, ackrediterade av CGE. Executive MBA-programmet är ackrediterat AMBA 2012.
2013 öppnar Montpellier Business School nytt campus i Dakar.
År 2017 erhåller Montpellier Business School från den franska staten kvalifikationen av Private Higher Education Institution of General Interest (EESPIG), vilket vittnar om den absoluta ideella karaktären hos dess verksamhet. Montpellier är det första lärosätet som erhåller professionell jämställdhetscertifiering.